# Список рек Нунавута
Это список рек которые полностью или частично находятся на территории Нунавут, Канада:

## Арктическийводораздел
- Море Бофорта
  - Большое Медвежье озеро (Северо-Западные территории)
    - Кровавая река
    - Река Дис
- Вайкаунт-Мелвилл
  - Река Нанук (Остров Виктория)
- Залив Амундсена
  - Река Хорнадай
  - Река Роско
  - Река Крокер
  - Река Хардинг
  - Река Каглоруак (Остров Виктория)
- Долфин-энд-Юнион
  - Река Хоппнер
- Залив Коронейшен
  - Река Рей
  - Река Ричардсон
  - Река Коппермайн
  - Река Асиак
  - Река Три
  - Река Худ
  - Река Кугарьюак
    - Река Джеймс

  - Река Бернсайд
    - Река Мара

  - Западная река
  - Река Напаактокток
- Пролив Дис
  - Река Экаллук
  - Река Харгрейв
- Залив Куин-Мод
  - Река Эллис
  - Река Перри (Kuukyuak)
  - Река Арамарк
  - Река Симпсон
  - Река Макнотон
  - Река Кале
- Расмуссенский бассейн
  - Река Бак
    - Река Буллен
    - Река Консул
    - Река Бейли

  - Река Кастор и Поллукс
  - Река Хейс
  - Река Мерчисон
- Залив Бутия
  - Река Аркосмит
  - Река Келлетт
  - Река Кертис

## Атлантическийводораздел
- Гудзонов залив
  - Река Тлевия
  - Река Та-ан
  - Река Макконнелл
  - Река Уилсон
  - Река Казан
    - Река Кунвак

  - Река Телон
    - Река Дубонт
    - Река Таммарви

  - Река Лориллард
  - Река Фергусон
  - Река Боас (Остров Саутгемптон)
  - Река Саттон (Остров Саутгемптон)
  - Река Форд (Остров Саутгемптон)
  - Река Меди
  - Река Магуз
- Рос-Велком
  - Река Борден
  - Река Гордон
  - Река Сноубанк
- Море Баффина (Баффинова Земля)
  - Река Клайд
  - Река Юнггерсен
  - Река Когалу
  - Река МакКонд
- Залив Фокс
  - Река Ауа
  - Река Барроу
  - Река Кливленд (Остров Саутгемптон)
  - Река Гиффорд (Баффинова Земля)
  - Река Роули (Баффинова Земля)
  - Река Ханцч (Баффинова Земля)
  - Река Кукджуак (Баффинова Земля)
    - Река Исуртук

  - Река Аукпар (Баффинова Земля)
  - Река Мэри
- Гудзонов пролив
  - Река Сопер
- Пролив Нэрса
  - Озеро Хейзен
    - Река Тёрнэбаут